# Jerzy Marian Pikul
Jerzy Marian Pikul (ur. w 1946 w Łubnicach, zm. 23 czerwca 2016 w Tychach) – polski poeta i prozaik.

## Życiorys
Ukończył liceum ogólnokształcące w Tarnowie i studium ekonomiczne w Olkuszu. W 1970 roku przybył na Górny Śląsk, gdzie podjął studia na Akademii Ekonomicznej w Katowicach. Pracował m.in. w Państwowej Inspekcji Handlowej w Katowicach, Fabryce Samochodów Małolitrażowych w Tychach oraz w katowickim Kuratorium Oświaty.

W latach 70. XX wieku należał do grupy poetyckiej "Sygnał". Jako poeta debiutował w 1980 roku. Drukował w takich czasopismach jak "Zielony Sztandar", "Tygodnik Kulturalny", "Poglądy", "Przemiany", "Wieści", "Gość Niedzielny", "Echo". W latach 70. i 80. XX wieku był nagradzany na konkursach poetyckich. W 1976 roku zadebiutował jako prozaik, a jego opowiadania teksty satyryczne drukowane były na łamach takich czasopism jak "Tygodnik Kulturalny", "Tak i Nie", "Wiadomości Kulturalne", "Akcent", "Wieści", "Śląsk", "Echo", "Sport" oraz "Angora". Był członkiem Stowarzyszenia Pisarzy Polskich oraz Górnośląskiego Towarzystwa Literackiego.

## Twórczość
- Między brzegami - 1980
- Uciekaj bracie z Babilonu - Warszawa 1986
- Noc poetów - Katowice 1992
- Ballada o świecie - Tychy 2000
- Małe  wątpliwości - Kraków 2008
- Inwencje (zbiór aforyzmów) - Kraków 2008
- Dumka o Trzeciej Rzeczypospolitej - Kraków 2012
- Świat Jezus i my - Kraków 2014